# Philip Ayton
Philip Ayton, né le 26 janvier 1947, est un joueur professionnel de squash représentant l'Angleterre. Il est champion du monde par équipes en 1976.

## Palmarès

### Titres
- Championnats britanniques : 1975
- Championnats du monde par équipes : 1976
- Championnats d'Europe par équipes : 3 titres (1973, 1974, 1977)

### Finales
- Championnats britanniques : 4 finales (1980, 1981, 1983, 1985)